# Shō Shin
Thượng Chân Vương (chữ Hán: 尚真王; tiếng Nhật: ショーシンShō Shin, 1465 – 12 tháng 1, 1526) hay Lưu Cầu Thượng Chân Vương (琉球尚真王), là quốc vương thứ 3 thuộc Nhà Hậu Thượng của Vương quốc Lưu Cầu. Ông trị vì từ năm 1477 đến năm 1526, tổng cộng 49 năm.
Thời gian trị vì của Thượng Chân Vương kéo dài và được mô tả là Thời kỳ vĩ đại của Trung Sơn, một thời kỳ thái bình và là đỉnh cao hưng thịnh của Vương quốc Lưu Cầu. Từ khi bắt đầu trị vì, ông đã đặt ra Quan viên phẩm trật, Triều nghi chế độ, Thần quan chế độ, Phú thếu chế độ, phân định Hành chính một cách quy củ và đặc biệt là bãi bỏ nạn tuẫn táng thịnh hành đương thời. Ông loại bỏ quyền lực của các Án ti phân hóa, tập trung quyền lực ở trung ương Thủ Lý Thành, quốc gia càng một vững chắc và hưng thịnh.

## Tiểu sử
Ông sinh vào năm 1465, niên hiệu Thành Hóa nguyên niên (成化元年) của nhà Minh, là con trai của Thượng Viên Vương, người sáng lập nên Vương triều Hậu Thượng; mẹ ông là Vũ Hĩ Dã Gia (宇喜也嘉), là chánh phi của Thượng Viên Vương. Từ nhỏ, ông có ấu danh là Chân Gia Hộ Tôn Kim (真加戶樽金; シンカトゥタルカニShinkatutarukani). Đương thời, ông vốn có phong hiệu Cửu Mễ Trung Thành Vương Tử (封號久米中城王子).
Năm 1477, ông kế vị người chú là Thượng Tuyên Uy Vương, người đã bị buộc phải thoái vị. Vừa lên ngôi, ông đã phái Khán trưởng sử Lương Ứng (梁應), Sử giả Ngô Thị Giai (吳是佳) và Thống sử Lương Đức (梁德) đến làm sứ đoàn diện kiến Minh Hiến Tông phó cáo, thỉnh cầu được phong tước Lưu Cầu quốc vương (琉球國王).
Năm 1479, Hiến Tông hoàng đế sai sứ giả gồm bọn Đổng Mân (董旻) và Trương Tường (張祥) đến Lưu Cầu, chính thức phong Vương cho Thượng Chân, vì thế gọi là Thượng Chân Vương.

## Trị vì

### Chỉnh lý Án ti
Phần lớn các tổ chức nền tảng của việc quản lý Vương quốc và kinh tế đã được phát triển trong suốt thời gian trị vì của Thượng Chân Vương. Triều đình trở nên thể chế hóa hơn, Án ti (按司; lãnh chúa địa phương) dần dần mất đi quyền lực, tính độc lập và trở nên ràng buộc hơn với triều đình trung ương tại Thủ Lý thành, kinh đô của Lưu Cầu quốc.
Để tăng quyền kiểm soát của triều đình lên toàn Vương quốc và ngăn ngừa một phần các cuộc nổi dậy của Án ti, Thượng Chân Vương thu gom vũ khí từ tất cả Án ti và sử dụng vào việc phòng thủ đất nước, ông cũng ra lệnh cho các Án ti phải đặt tư gia tại Thủ Lý; các Án ti bị tách biệt với lãnh địa và người dân của họ và ít có khả năng hành động độc lập hay tổ chức nổi loạn, và theo thời gian, gắn bó tình cảm của họ với Thủ Lý.
Các tư gia của Án ti tại Thủ Lý được chia thành 3 khu vực - mỗi một khu dành cho những người đến từ các khu vực phía Bắc, Trung và Nam của đảo Okinawa, phân tương ứng theo lãnh thổ Bắc Sơn, Trung Sơn và Nam Sơn trước đây. Các vùng này khi đó mang tên Kunigami, Nakagami, và Shimajiri theo thứ tự tương ứng, các địa danh này vẫn được sử dụng cho đến ngày nay. Thông qua hôn phối, cư trú tại Thủ Lý, và các nhân tố khác, các Án ti hòa nhập thành một tầng lớp và có quan hệ gần gũi hơn với đời sống và phong tục cũng như chính trị tại Thủ Lý, cũng như ít gắn bó hơn với lãnh thổ của tổ tiên.
Các Án ti phó tả, thay mặt các Án ti quản lý đất đai, và vài năm sau đó hình thành một hệ thống Jito Dai, gồm những người do triều đình cử để giám sát các vùng lãnh thổ hẻo lánh, đã được thành lập. Một số Án ti ở các vùng phía Bắc được cho phép ở lại và không cần di chuyển tới Thủ Lý thành, việc này là do họ quá mạnh và khiến Thượng Chân Vương phải khuất phục trước họ trong vấn đề này. Vị vương tử thứ ba của Thượng Chân Vương được cử làm Giám sát phương Bắc, tuy nhiên thực chất là để duy trì hòa bình và trật tự trong khu vực.

### Cải cách quốc lực
Phương ngữ Thủ Lý của tiếng Okinawa được sử dụng bởi các quan lại trở thành ngôn ngữ tiêu chuẩn vào thời điểm này, và một thời đại hoàng kim của thơ và văn chương đã nở rộ. Quyển tập đầu tiên của Omoro Sōshi, một bộ sưu tập các bài thơ, bài hát và cầu kinh phản ánh văn hóa truyền khẩu từ hàng thế kỷ cũng như các sự kiện đương thời, được hoàn thành vào năm 1532. Cùng với các quyển tập sau đó, Omoro Sōshi cũng trở thành một nguồn chính yếu cho các sử gia hiện đại khi nghiên cứu về lịch sử vương quốc.
Quá trình chuyển các Án ti tới Thủ Lý Thành cũng mang đến các thay đổi lớn cho thành phố, bao gồm việc xây dựng nhiều Đại môn, Đình, Hồ, Cầu, Đài kỉ niệm và hoa viên. Kéo theo đó là một nhu cầu lớn đối với các thợ xây, thợ mộc và các ngành nghề khác, cũng như một sự đa dạng về chủng loại hàng hóa và vật liệu, được các Án ti nhập từ lãnh địa của mình. Đảo Okinawa nhanh chóng trở thành một nơi tích tụ kinh tế, với các hàng hóa và lao động du hành đến và từ Thủ Lý Thành cũng thành phố cảng Naha lân cận. Hội nhập kinh tế cho phép các lãnh địa trở nên chuyên môn hóa hơn, và việc sản xuất các mặt hàng xa xỉ được mở rộng đáng kể. Các loại kẹp tóc và các đồ trang sức khác đã trở thành mẫu mực trong việc ăn vận của các triều thần và quan lại, các kỹ thuật mới trong việc dệt lụa được đem về, và việc sử dụng vàng, bạc, sơn mài, và tơ lụa trở nên phổ biến trong cộng đồng sân cư đô thị. Đô thị hóa đã làm cho nhiều người trở nên phát đạt, như các thương nhân, triều thần, mặc dù vậy sử gia George H. Kerr chỉ ra rằng nông dân và ngư dân, những người chiếm phần lớn dân số của Vương quốc vẫn còn khá nghèo.
Nhiều di tích, đền chùa, và các cấu trúc khác cũng được xây dựng trong thời kỳ trị vì hưng thịnh của Shō Shin. Một tòa cung điện mới được xây dựng theo kiến trúc Trung Hoa, các nghi lễ triều đình được thay đổi và mở rộng, học theo phương thức của Trung Quốc. Một cặp đá cao "Cột Rồng" được đặt tại lối vào của cung điện, song lại được trang trí theo phong cách Thái Lan và Campuchia thay vì Trung Hoa, Triều Tiên hay Nhật Bản. Theo George H. Kerr th,ì điều này chỉ ra rằng phạm vi và quy mô của thương mại Lưu Cầu và tính quốc tế của kinh đô vào bấy giờ. Ngôi chùa Enkaku-ji được xây dựng vào năm 1492, còn ngôi chùa Sōgen-ji được mở rộng vào năm 1496. Năm 1501 thì Tamaudun, khu phức hợp lăng mộ của vương tộc, được hoàn thành. Thượng Chân Vương đã thành công trong việc thỉnh cầu triều đình Triều Tiên trong một số lần và được gửi cho kinh Phật;
Thượng Chân Vương cũng thực hiện những thay đổi đáng kể trong việc tổ chức các hệ thống thờ cúng Chúc nữ (祝女; ノロ, Noro) và quan hệ của nó với triều đình. Ông lên ngôi nhờ người chú thoái vị, và đã phong cho chị mình, Chúc nữ của gia đình vương tộc, một vị trí đặc biệt được gọi là Văn Đắc đại quân (聞得大君; Kikoe-ookimi), trở thành danh hiệu của Chúc nữ cao quý nhất từng có. Ông cho lập một nơi cư trú mới cho Văn Đắc đại quân ở ngay ngoài cửa thành, và dựng lên một bức tường thành cao vào năm 1519 quanh Sonohyan-utaki, một không gian thiêng liêng và một lò sưởi thiêng mà bà canh giữ. Nhà vua và Văn Đắc đại quân sẽ có quyền bổ nhiệm các Chúc nữ địa phương trên khắp vương quốc, yếu tố này của tôn giáo bản địa Lưu Cầu được gắn vào hệ thống quyền lực chính thức của triều đình.

### Mở rộng lãnh thổ
Giai đoạn trị vì của Thượng Chân Vương cũng chứng kiến việc Vương quốc mở rộng lãnh thổ lên một số hòn đảo xa của quần đảo Ryukyu. Các tàu Lưu Cầu bắt đầu lui tới Miyakojima và quần đảo Yaeyama vào cuối thế kỷ 15.
Năm 1486, sau một loạt các tranh chấp giữa các lãnh chúa địa phương tại quần đảo Yaeyama nổ ra, Thượng Chân Vương đã gửi lực lượng quân sự đến để dập tắt các cuộc tranh chấp và thiết lập quyền kiểm soát các hòn đảo vào năm 1500, gọi là Viễn Di Kế Xích Phong chi loạn (遠彌計赤蜂之亂).
Năm 1506, Thượng Chân Vương trấn áp Cửu Mễ Đảo án ti, sang đến năm 1522 trấn áp Quỷ Hổ chi loạn (鬼虎之亂), chính thức chiếm giữ Quần đảo Yaeyama và Miyakojima. Đến đây, thế lực của Lưu Cầu căn bản đã hoàn thiện, thống nhất nhiều vùng đến mạn phía Nam của quần đảo Lưu Cầu, trên đà thế cực kỳ hưng thịnh vậy.

## Băng hà
Năm 1526, Thượng Chân Vương qua đời sau 49 năm trị vì, hưởng thọ 61 tuổi, con trai trưởng của ông là Thượng Thanh Vương kế vị. Thần hiệu (神號) của ông được dâng là Ư Nghĩa Dã Gia Mậu Tuệ (於義也嘉茂慧; ウジヤカムヱUjiyakamuwe).
Người ta nói rằng, sau một thời gian trị vì dài như vậy, các quần thần gặp khó khăn trong việc xác định nghi thức thích hợp để tiến hành tang lễ vương tộc, nghi lễ kế vị, và các nghi lễ liên quan quan trọng khác. Sử gia George Kerr viết rằng: Okinawa sẽ không bao giờ biết đến những ngày thanh bình một lần nữa như dưới thời trị vì của Thượng Chân Vương.

## Gia quyến
- Thân phụ: Lưu Cầu Thượng Viên Vương.
- Thân mẫu: Vũ Hĩ Dã Gia (宇喜也嘉; 1445 - 1505), hiệu Nguyệt Quang (月光), cung hiệu là Thế Thiên Đại Mỹ Ngự Tiền gia ná chi (世添大美御前加那志).
- Hậu phi:

1. Phế phi Thượng Cư Nhân (尚居仁), con gái của Thượng Tuyên Uy Vương. Sinh ra Thượng Duy Hành (尚維衡), về sau bị phế.
2. Tạ Hoa hậu (謝華后; ? - 1516), tên ấu danh là Tư Hộ Kim (思戶金), con gái của Danh thần Tạ Thị Thành Lương (謝氏成良) và Phu nhân A Thị Chân Gia Hộ Tôn (阿氏真嘉戶樽), con gái của A Trạc Sân (阿擢莘). Ban đầu phong vị Phu nhân (夫人), hiệu là Án ti gia na chí (按司加那志). Bà sinh ra Thượng Thanh Vương.

- Hậu duệ:

1. Thượng Duy Hành (尚維衡; 1494 - 1540), mẹ là Phế phi Thượng thị. Người sáng lập ra Tiểu Lộc Ngự Điện (小祿御殿; ウルクウドゥンUruku udun), một dòng dõi Án ti của vương tộc họ Thượng. Phong hiệu là Phổ Viêm vương tử (浦添王子), vốn là Vương thế tử, nhưng bị Tạ Hoa hậu sàm tấu, bị phế bỏ vương vị năm 1500. Phu nhân là Ngô Khuê Đài (吳圭臺; 1482 - 1549), con gái của Hoa Thành thân phương tông nghĩa Ngô Khởi Lương (吳起良).
2. Thượng Triêu Vinh (尚朝榮), phong hiệu là Đại Lý vương tử (大里王子), không con.
3. Thượng Thiều Uy (尚韶威), phong hiệu là Kim Quy Nhân vương tử (今歸仁王子), lập ra Cụ Chí Xuyên Ngự Điện (具志川御殿;グシチャーウドゥンGushichaa Udun).
4. Thượng Long Đức (尚龍德), phong hiệu là Việt Lai vương tử (越來王子), lập ra Gia Vị Điện Điền Nội (嘉味田殿內).
5. Thượng Thanh (尚清), phong hiệu Trung Thành vương tử (中城王子), mẹ là Tạ Hoa hậu. Về sau kế vị tức Thượng Thanh Vương.
6. Thượng Hanh Nhân (尚亨仁), phong hiệu Kim Vũ vương tử (金武王子), không con.
7. Thượng Nguyên Đạo (尚源道), phong hiệu Phong Kiến Thành vương tử (豐見城王子), không con.
8. Thượng Từ Sơn (尚慈山), tên thời còn nhỏ là Chân Oa Tôn (眞鍋樽), một Tá ti lạp Án ti gia na chí (佐司笠按司加那志), phong hiệu cho Chúc nữ phục vụ trong triều đình vương tộc. Hạ giá lấy Thượng Đỉnh (尚鼎).